# Andoni Sagarna
Andoni Sagarna Izagirre, né le 11 juillet 1947 à Saint-Sébastien, est un linguiste, technologue, écrivain et académicien basque espagnol de langue basque et espagnole. 

## Biographie
Ingénieur industriel de formation, Andoni Sagarna possède également un doctorat en lettres avec sa thèse Algunos aspectos de la modernización de léxico en diversas lenguas.
Il consacre sa carrière professionnelle à traiter en langue basque le vocabulaire terminologique et technique. Entre 1981 et 1992, Andoni Sagarna est directeur technique de l'UZEI ou Unibertsitate Zerbitzuetarako Euskal Ikastetxea. Il enseigne à TECNUN-Ecole d'ingénieurs de Saint-Sébastien, qui fait partie de l'université de Navarre. Il est aussi directeur de recherche et du développement à Elkar depuis 1992.
En 1972, il est le fondateur de l'Association Elhuyar, et, en 2002, l'un des fondateurs de la Fondation du même nom. De 1985 à 1994, il en est le directeur et de 1981 à 1992, Andoni Sagarna est directeur technique de la terminologie. Entre 1992 et 1999, il est aussi le directeur technique de la société Eusenor Gazte Entziklopedia.

Membre de l'Académie de la langue basque depuis 2006, Andoni Sagarna est président de la section Iker (« Recherche » en basque).